# BDU (однострій)
Однострій BDU (англ. BDU, Battle Dress Uniform, дослівно — бойовий однострій) — військовий однострій з деформаційним камуфляжем, який використовувався Збройними силами Сполучених Штатів як стандартна армійська уніформа з початку 1980-х до середини 2000-х років, після чого він був замінений в усіх підрозділах Збройних сил США на новий однострій ACU.
Однострої BDU були першим прикладом в історії Збройних сил США випуску уніформи з деформаційним (не однотонним) камуфляжем не тільки для окремих спецпідрозділів, а для усіх регулярних армійських підрозділів. Однострої BDU випускались з декількома типами камуфляжу — «лісовим» камуфляжем US Woodland, а також 6-ти та 3-х колірними «пустельними» камуфляжами під назвою Desert BDU та DCU, відповідно.
Однострої в стилі BDU та його похідні все ще широко використовуються в інших країнах (деякі з них є колишніми надлишковими запасами США, переданими в рамках програм допомоги США в сфері безпеки), тоді як інші все ще носять деякі федеральні, штатні та місцеві правоохоронні органи США, які можуть працювати у тактичних ситуаціях, наприклад у командах DEA FAST і SWAT. Уніформа також використовується міськими пошуково-рятувальними групами, такими як оперативні групи FEMA USAR і пожежні служби під час проведення технічних рятувальних робіт або інших спеціальних операцій.
Ще в 2014 році BDU носили офіцери Служби охорони здоров'я США як обов'язкову уніформу для розгортання, але з тих пір її замінили варіантом оперативного однострою (OPU) Берегової охорони США.

## Передумови

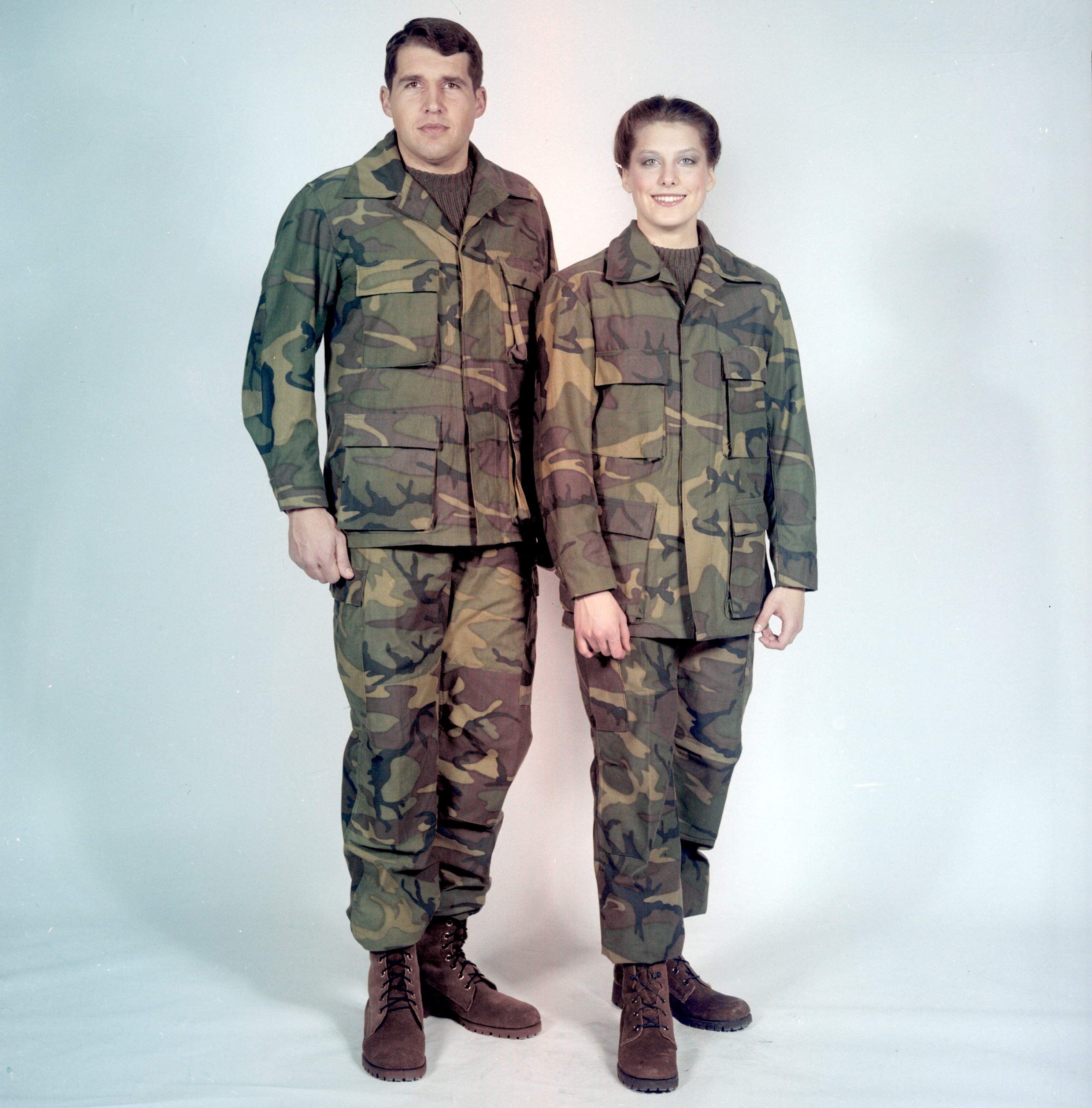
Чоловік і жінка представляють ранні прототипи BDU у 1980 році

Італійська армія в 1929 році першою розпочала масовий випуск одностроїв з багатокольоровим деформаційним військовим камуфляжем Telo mimetico, хоча вони призначались лише для окремих спецпідрозділів. Німці також були відомі своїми зусиллями в цій галузі ще до Другої світової війни. У 1930-х роках, після довгих випробувань Верховне командування Вермахту схвалило камуфляж Splittertarn, відомий як «уламковий камуфляж», для використання на брезентах для наметів (Zeltbahnen). У 1940 році SS-Verfügungstruppe (пізніше перейменований на Ваффен-СС) розробив, випробував і випустив власні характерні шаблони візерунків камуфляжу для одностроїв, зокрема плямистий камуфляж Erbsenmuster.
Корпус морської піхоти Сполучених Штатів отримав свій перший багатокольоровий деформаційний камуфляж «Frog Skin» у 1942 році, розроблений на основі пробного зразка 1940 року. Камуфляж використовувався переважно на Тихоокеанському театрі, а на Європейському театрі в 1944 році камуфляж повністю вилучили з використання, зокрема через побоювання випадків дружнього вогню через його схожість з камуфляжем Ваффен-СС Erbsenmuster (не плутати з післявоєнною розробкою Flecktarn). У 1950-х роках випускалися камуфльовані накидки та захисні чохли на шоломи у вигляді «винного листя» та «коричневої хмари».
Під час війни у В'єтнамі більшість підрозділів Збройних сил Сполучених Штатів користувалась сатиновими одностроями OG-107 (Jungle Fatigues) з однотонним камуфляжем оливково-зеленого кольору. В той же час, окремі спеціалізовані підрозділи армії США використовували однострої OG-107 з чотириколірним камуфляжем ERDL, а з 1968 року однострої з камуфляжем ERDL були прийняті на озброєння Корпусом морської піхоти США.
Однострої з камуфляжем ERDL були ідентичні за кроєм до третього типу одностроїв OG-107 і існували в двох кольорових гамах — highland (більше бежево-коричневих тонів) і в lowland (більше зелених тонів), хоча згодом випуск камуфляжу в кольоровій гамі lowland було припинено. Інші, неофіційні візерунки, що використовувалися у В'єтнамі, включали пофарбовані в чорний колір або розпилювачі джунглів, які часто використовувалися силами спеціального призначення, і різні в'єтнамські візерунки в смужку тигра (самі засновані на візерунках французької армії ВДВ та Іноземного легіону та британському дизайні, який використовується в Малайзії), або комерційні шаблони «мисливця на качок».
Загальний дизайн і конфігурація американського військового одностроя BDU були схожі на уніформу часів війни у В'єтнамі, яка, у свою чергу, була схожа за конфігурацією на спеціальну форму, яку носили десантники США під час Другої світової війни .

## Історія

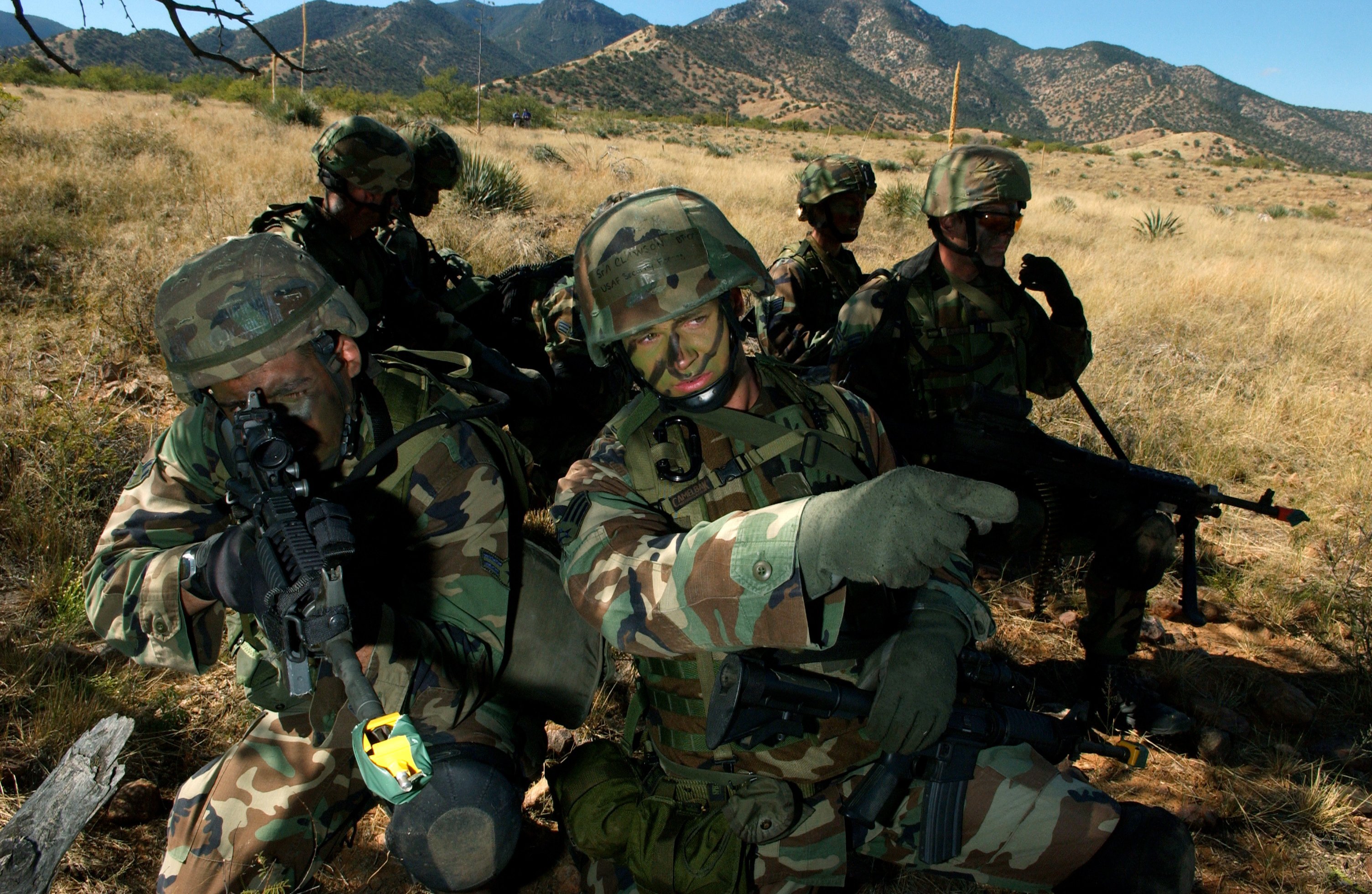
Солдати військово-повітряних сил США в формі BDU тренуються у Форт-Уачука, штат Аризона, жовтень 2004 р.

У вересні 1981 року вперше випущено в обмеженій кількості керівникам гарнізонів, офіцерам і генералам усіх підрозділів Збройних сил США для заміни застарілого однострою OG-107, а наступного місяця почалася видача нового однострою в загальновійськовому масштабі.
З 1981 року зміни включали додавання та подальше скасування ґудзиках для регулювання талії на, зменшення розміру коміра та вдосконалення швів і посадки.
BDU спочатку випускалися лише у суміші 50/50 нейлону та бавовняної саржі під назвою Temperate Weather BDU або TWBDU. Скарги щодо перегрывання в цій уніформі, особливо після вторгнення в Гренаду в 1983 році, призвели до впровадження BDU для спекотної погоди, HWBDU. Куртка та штани BDU Hot Weather виготовлені зі 100-відсоткової бавовни з системою ріпстоп з чотириколірним камуфляжем Woodland. Однак після скарг на коротший одяг і потерті манжети, а також вимоги командирів підрозділів крохмалити повністю бавовняну форму для параду, покращений BDU для спекотної погоди (EHWBDU) замінив HWBDU, починаючи з 1996 року. Компоненти EHWBDU виготовлені із суміші рипстоп нейлону та бавовняного попліну 50/50.
BDU були надруковані інфрачервоними барвниками. Технологія керування підписами в ближньому інфрачервоному діапазоні (NIR) використовується в уніформі, щоб запобігти виявленню перетворювачами зображень NIR. Ці фотокатодні пристрої виявляють не температуру, а скоріше відхилення інфрачервоного випромінювання. Для уніформи, сумісної з NIR, використовується спеціальна тканина, яка дозволяє солдатам виглядати при тому самому рівні радіації, що й навколишня місцевість, що ускладнює їх виявлення. Не рекомендується використовувати крохмаль під час чищення або прасування BDU, оскільки крохмаль послаблює тканину та руйнує інфрачервоне захисне покриття. Пару BDU, яка була навіть один раз накрохмалена, не слід носити в бою.
Тропічна уніформа не була такою міцною, як уніформа помірного поясу. Тропічної уніформи вистачить лише на 4–6 місяців використання при ротації чотирьох уніформ для чергування, тоді як помірної уніформи прослужить понад рік за тих самих умов.

### Армія США

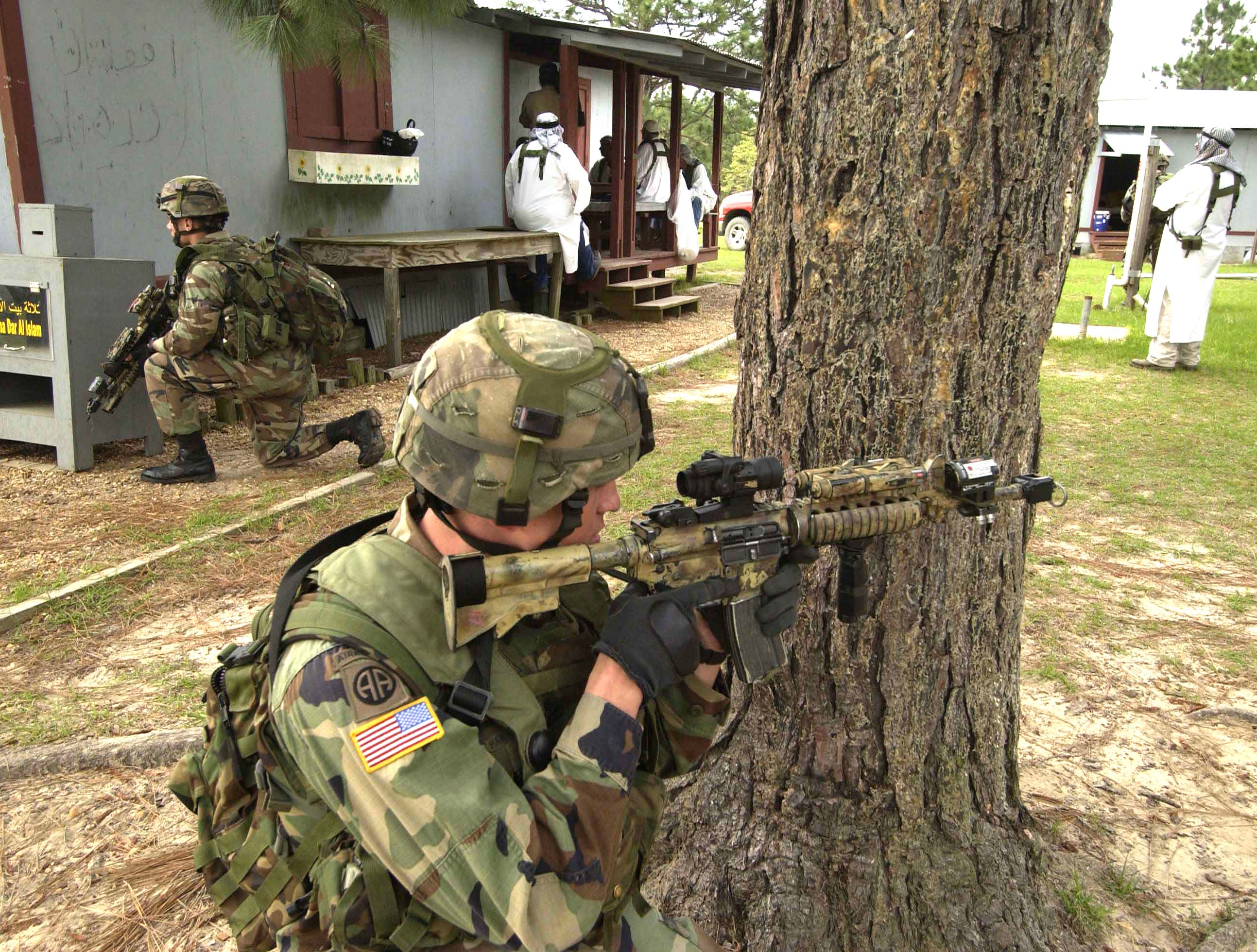
Американські солдати в 2006 році в BDU під час навчань у Луїзіані; BDU був дозволений армією США до 2008 року.

1 жовтня 1981 року всі солдати армії Сполучених Штатів офіційно отримали свої перші партії BDU як нову польову та гарнізонну уніформу. Крім того, одночасноз новим камуфляжним малюнком були випущені кашкети «Патруль», шапки «Буні» та куртка М-65, а також нова світло-коричнева футболка та чорний перетинчастий ремінь із латунною пряжкою.
BDU була першою камуфляжною уніформою, затвердженою армією США з часів війни у В'єтнамі, де шаблон ERDL використовувався обмежено. BDU незабаром замінив усі попередні уніформи з камуфляжним візерунком для всіх лісів, джунглів і тропічних середовищ, а до 1989 року повністю замінив стандартну сіро-оливкову форму, яка використовувалася з 1952 року. 30 квітня 2008 року було останнім днем авторизації BDU.

### Міністерство оборони США
Однострій BDU носили цивільні особи Міністерства оборони та офіцери поліції Міністерства оборони.

### Корпус морської піхоти США

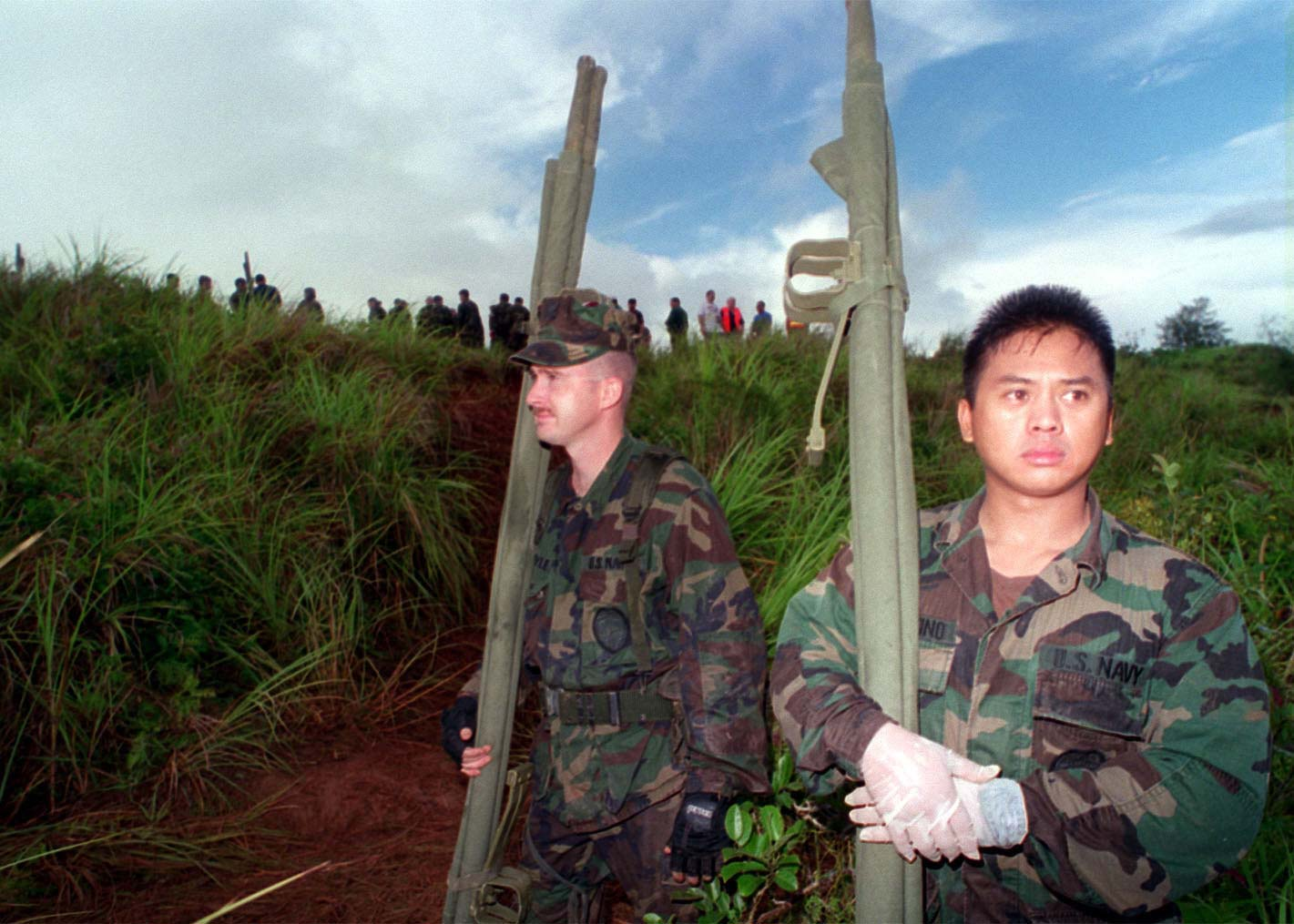
Моряки ВМС США в камуфляжі BDU в серпні 1997 року

Однострій BDU з камуфляжем ERDL вперше був представлений Корпусу морської піхоти США в 1977 році, коли вони поступово відмовилися від оливково-зеленого OG-107, який був стандартним одягом з початку 1950-х років.
Спочатку на BDU USMC не носили жодних іменних табличок, які під час використання офіційно називалися USMC «камуфляжною уніформою» (CCU). Однак у жовтні 1991 року USMC почав носити таблички з іменами на своїх BDU (а також DCU та DBDU), щоб відповідати Угоді НАТО про стандартизацію (STANAG), яка стала обов'язковою до жовтня 1992 рік. У випадку USMC над правою кишенею була вишита іменна стрічка з прізвищем власника, а над лівою — над лівою кишенею. MCCUU, який замінив BDU, продовжує це.
BDU від USMC носили з трафаретним орлом, глобусом і якорем (EGA) у центрі лівої нагрудної кишені користувача, під клапаном кишені. Ранні BDU USMC мали буквене позначення «USMC» під цим EGA, однак пізніше це було припинено, і лише EGA використовувався до кінця перебування BDU в USMC. EGA був випрасований на кишеню блузки BDU новобранцями USMC наприкінці MCRD після завершення їх навчання, щоб позначити їх хрещення як морські піхотинці США. Те саме було зроблено з восьмикінцевим капелюхом «поміжного покриття», який носили з версією BDU від USMC. Наступник BDU, MCCUU, має EGA, вишитий замість трафарету, на нагрудній кишені блузи та на всіх чохлах.

### ВПС США

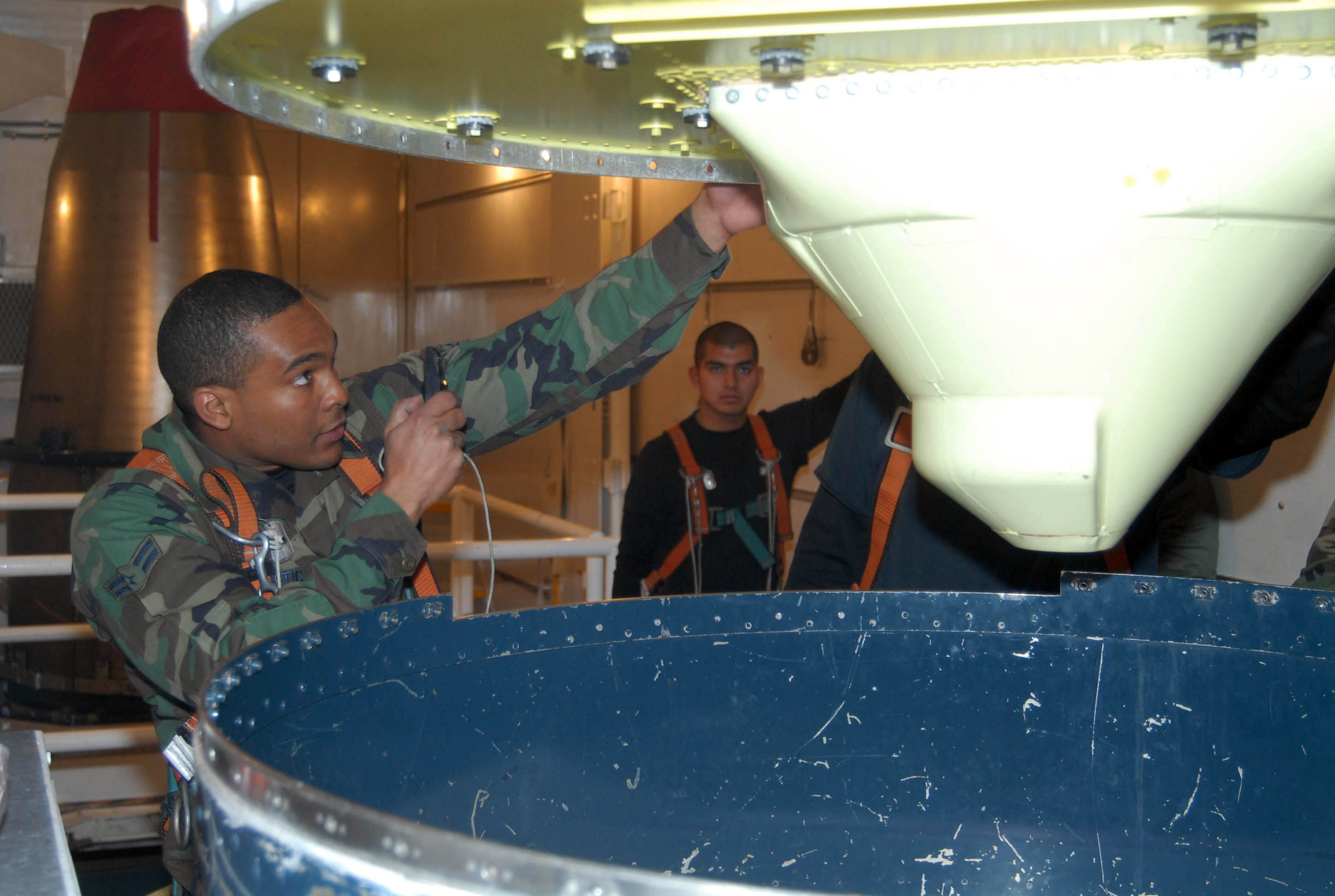
Військовий ВПС США в камуфляжі BDU оглядає систему наведення міжконтинентальних балистичних ракет (березень 2006)

Військово-повітряні сили США спочатку видавали однострій BDU з камуфляжем ERDL тільки бойовим підрозділам, дислокованим за кордоном, таким як Сили безпеки ВПС США, бойові контролери Повітряних сил та Парашутисти-рятівники ВПС США, станом на жовтень 1981 року, тоді ж, як армія та морська піхота. Військово-повітряні сили не дозволяли небойовій зброї носити лісовий зразок BDU до літа 1987 року, а в 1988 році дозволили використовувати їх як єдину уніформу. 1 листопада 2011 року однострій BDU більше не дозволено використовувати в ВПС США.

### ВМС США
Моряки ВМС Сполучених Штатів одночасно з іншими гілками почали випускати BDU в новій схемі лісистості та помірного клімату. Військово-морські сили США називали уніформу «камуфляжною уніформою» (CUU) під час її використання.

### Берегова охорона США
Співробітники берегової охорони почали випускати новий однострій BDU з камуфляжем Woodland приблизно в той самий час, що й інші види служби.

## Наступники

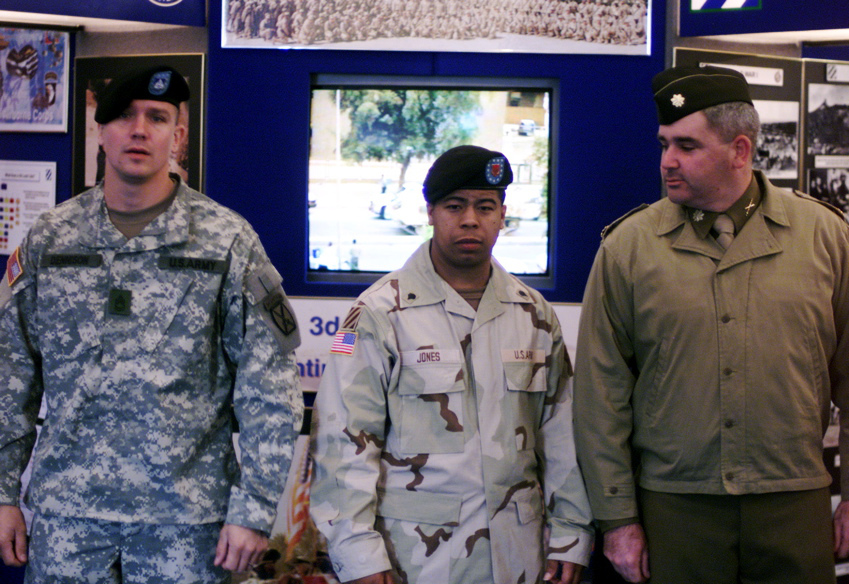
Американські солдати (зліва направо) демонструють універсальний камуфляж (ліворуч), пустельну камуфляжну форму (у центрі) та форму часів Другої світової війни (праворуч), травень 2005 року

Військові США провели випробування багатьох моделей камуфляжу (деякі з них використовуються іноземними військовими) і випустили спеціальну уніформу, зокрема шестиколірну бойову форму в пустелі (DBDU), яку називають «камуфляж шоколадна стружка», розроблену в 1962 році., і нічний камуфляж «сітка нічної пустелі» (NCDBDU). Обидві форми використовувалися в 1991 році під час війни в Перській затоці. Після закінчення цієї війни, випуск та використання цих пустельних одностроїв (BDU) було припинено.
Пустельна камуфляжна форма (DCU) у триколірному пустельному камуфляжі була представлена в 1992 році та використовувалася в операціях у Сомалі (1993); він був на озброєнні в Афганістані та Іраку з початку бойових дій, але армія США та Корпус морської піхоти США замінили однострій DCU на новішу форму (однострої ACU та MCCUU відповідно). Під час тестування дослідники армії США виявили, що, як і в інших середовищах, колір пустельної місцевості змінюється й може коливатися від рожевого до блакитного залежно від мінералів у ґрунті та часу доби. Оскільки плями однорідного кольору в пустелі зазвичай у 10 разів більші, ніж у лісистій місцевості, було вирішено змінити існуючий шестиколірний камуфляж DBDU. Це призвело до розробки триколірного малюнка DCU, який був прийнятий.
BDU виготовляється в різних камуфляжах різними виробниками, наприклад, у камуфляжі MultiCam, який сьогодні використовується в основному цивільним населенням, державними службовцями та деякими іноземними військовими частинами. BDU можна придбати у цивільних постачальників за моделлю UCP, аналогічною ACU, але вони не дозволені для носіння солдатами армії США.

### Корпус морської піхоти США
Розвиток сучасних моделей камуфляжу та зростаюче бажання різних гілок збройних сил США відрізнятися один від одного привели до появи нових зразків уніформи. Корпус морської піхоти США був першим підрозділом, який замінив свої однострої BDU. Корпус морської піхоти Combat Utility Uniform (MCCUU) використовує згенерований комп'ютером шаблон MARPAT і кілька інших удосконалень. Він був схвалений для використання в червні 2001 року, став доступним для покупки в 2002 році, а заміна була завершена до 1 жовтня 2004 року. Після цієї дати BDU було дозволено використовувати до 1 квітня 2005 року, за обмеженими винятками для невеликої кількості персоналу Корпусу морської піхоти, який ще не мав MCCUU. Підрозділи спеціальних операцій USMC (MARSOC) нещодавно випустили уніформу M81 із лісовим візерунком, щоб доповнити форму MARPAT для спеціальних місій.

### Армія США

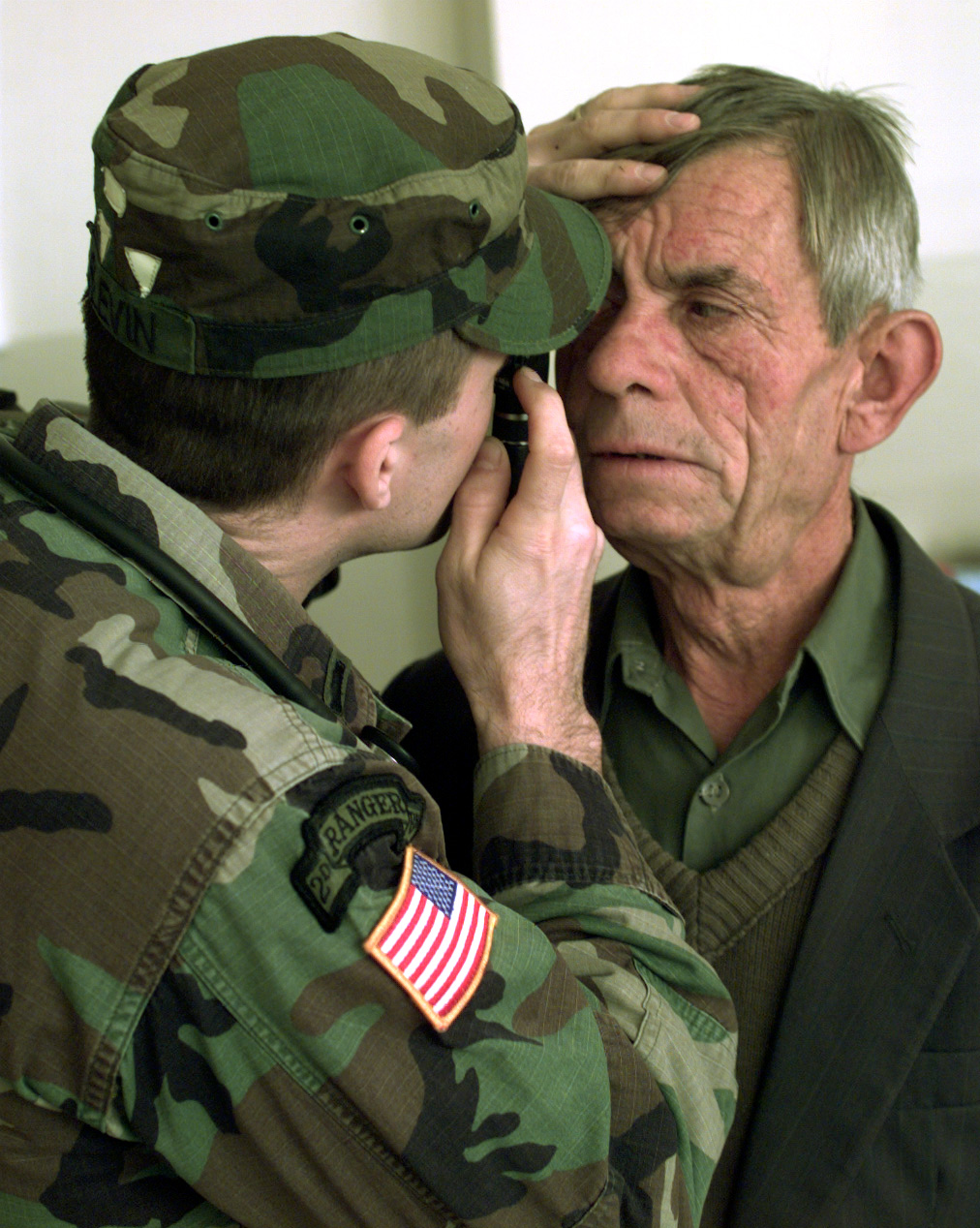
Медичний офіцер армії США в однострої BDU під час огляду очей чоловіка в січні 2000 року

У 2004 році армія США представила наступника уніформи BDU — армійський бойовий однострій (ACU). З кінця 2005 до початку 2008 року армія США розпочала процес заміни одностроїв BDU на ACU, причому BDU була офіційно припинена армією в квітні 2008 року (хоча більшість солдатів на той час вже носили ACU роками). Після цього в 2009 році Army Junior ROTC наслідував цей приклад.
Оригінальна версія ACU використовувала піксельний «цифровий» візерунок, відомий як універсальний камуфляж (UCP). Камуфляж UCP схожий на камуфляж MARPAT, але використовує більш нейтральні та менш насичені кольори. Нейтральні кольори, насамперед зелене листя та пісочно-жовтий, розроблені для того, щоб найкраще працювати в пустелі, лісі та міських бойових ситуаціях. Онострій ACU з камуфляжем UCP використовувався армією в усіх середовищах, крім снігових районів, оскільки шаблон UCP погано працює на білому, незважаючи на інтенсивне використання сірого. Натомість повністю білі однострої BDU та ECWCS використовуються для зимових бойових дій. Починаючи з 2014 року, армія перевела ACU на використання оперативного камуфляжу (OCP), оскільки UCP виявився невідповідним для багатьох середовищ.

### Міністерство оборони США
Цивільні співробітники Міністерства оборони США в зонах бойових дій почали носити бойову форму авіатора та армійську бойову форму замість BDU (і його двоюрідного брата DCU) після того, як її замінили.

### ВМС США
З 2004 по 2007 рік Військово-морські сили США почали видавати нерівну синьо-сіру «цифрову» форму військово-морського флоту (NWU) в обмежених кількостях деяким морякам на експериментальній основі. Незважаючи на те, що NWU не є ані тактичною уніформою, ані бойовою уніформою, вона призначена замінити багато існуючих робочих комплектів (службовець, пральний хакі, комбінезон, M81 BDU тощо).). Деструктивний візерунок в першу чергу призначений для того, щоб доповнити кольори кораблів ВМС США та приховати плями та потертість, а також, нібито, зробити власника менш очевидною мішенню для ворожих сил під час роботи на борту військового судна в порту.
Щоб відповідати вимогам військово-морського флоту для холодної погоди, NWU включає флісову куртку, пуловер і парку. Американські морські котики, морські бджоли та інший персонал ВМС США, розміщений на березі під керівництвом Центрального командування ВМС США, використовував «M81» лісові BDU (відомі ВМС як CCU) і DCU для операцій на відкритому повітрі або діяльності в певних районах. відповідальності (AOR), до видачі NWU Type III в камуфляжному зразку AOR.

### ВПС США
У 2004—2005 роках ВПС США експериментували з камуфляжем Blue Tigerstripe, але у підсумку відмовилися від нього. У 2006 році був прийнятий новий однострій в стилі BDU під назвою Бойова уніформа льотчика (Airman Battle Uniform, ABU) з напівпіксельним візерунком Digital Tigerstripe з чотирма м'якими земляними тонами, що складаються з коричневого, сірого, зеленого та синього. Однак однострій не мав багатьох значних удосконалень форм ACU та MCCUU. До 2007 року він був у поточному виробництві.
У 2008 році, реагуючи на критику про те, що нова бойова уніформа льотчика була занадто важкою та гарячою в умовах високої температури, 648-а ескадрилья аеронавігаційних систем ВВС США на базі Брукс-Сіті оголосила про плани перейти на більш легку та дихаючу тканину для бойової частини блузи ABU. Оригінальна важка суміш нейлону та бавовни була замінена на більш легкий нейлоново-бавовняний поплін. Пріоритет надавався тим, хто служить на Близькому Сході чи в інших зонах спекотної погоди.
4 травня 2016 року Національний командувач Цивільного повітряного патруля оголосив про схвалення ВПС США переходу Цивільного повітряного патруля на Бойову уніформу льотчика (ABU).
14 травня 2018 року ВВС оголосили про прийняття на озброєння оперативний камуфляж (OCP), хоча й з іншими знаки відмінності. Перехід мав бути завершений до 1 квітня 2021 року.

### Берегова охорона США
У 2004 році Берегова охорона США представила нову оперативну форму (ODU) для заміни зимової та літньої уніформи. Схожа на BDU, ODU зберігає базовий дизайн старого однострою BDU, але нижні кишені на куртці відсутні. Рукава можна носити «підгорнутими» у спосіб, подібний до старих BDU армії та ВПС США, а штани «вдягнути» в черевики (якщо не носити взуття для човнів, як це прийнято для допоміжних підрозділів берегової охорони США, які патрулювання для берегової охорони на борту приватних водних суден), з чорним поясом ODU. ODU також випускається в одному синьому кольорі на відміну від будь-якого камуфляжного малюнка. BDU та DCU були офіційно виведені з експлуатації USCG у 2012 році.
До цієї форми одягається темно-синя бейсбольна кепка підрозділу берегової охорони. Усі знаки розрізнення на ODU біли пришиті, а не приколоті, задля запобігання нанесення колотих поранень від шпильок при отриманні удару у груди під час носіння рятувального жилету (PFD) або бронежилета. ODU не призначений для носіння підрозділами берегової охорони, які беруть участь у бойових діях або дислокуються за кордоном. Ці підрозділи продовжували носити старіші однострої BDU з камуфляжем Woodland та DCU, перш ніж прийняти робочу форму військово-морського флоту для підрозділів USCG за кордоном або для інших операцій Міністерства оборони.

### Актуальна уніформа США
- ACU (Army Combat Uniform)
- MCCUU (Marine Corps Combat Utility Uniform) — уніформа Корпусу морської піхоти США
- ECWCS (Extended Cold Weather Clothing System) — багатошаровий високотехнологічний військовий однострій, призначений для використання в умовах холодної та екстремально холодної погоди
- Уніформа військово-морського флоту
- Оперативна уніформа (берегова охорона США)

### Колишня уніформа США
- ABU (Airman Battle Uniform)
- DBDU (Desert Battle Dress Uniform)
- DNC (Desert Night Camouflage)
- DCU (Desert Combat Uniform)
- М-1965 (куртка)
- OG-107 (Olive Green 107) — основний однострій усіх видів Збройних Сил Сполучених Штатів з 1952 року до 1989 року